# تاشرو، کبک
تاشرو (به فرانسوی: Taschereau) شهری در منطقه شهری آبیتیبی-وست ناحیه آبیتیبی-تمیسکامنگ در استان کبک کانادا است. در سرشماری سال ۲۰۱۱ این شهر ۹۹۸ نفر جمعیت داشته‌است و مساحت آن ۲۶۵٫۶۲ کیلومتر مربع است.